# Lev Šimák
Lev Šimák (3. března 1896 Všestudy – 19. října 1989 Praha) byl český malíř, grafik a publicista.

## Život
Za první světové války byl nasazen v Haliči. V letech 1919–1927 studoval na pražské Akademii výtvarných umění u prof. Pirnera, Obrovského, Thieleho a grafiku u Brömse. Při hledání svého vyjádření vycházel z vlivů expresionismu, fauvismu a kubismu, také obdivoval české gotické malířství, české lidové umění, celý život také vycházel z realistické tradice Mikoláše Alše a Karla Purkyně. Zabýval se především krajinomalbou, inspiraci sbíral jak v zahraničí, tak v Čechách na Šumavě a ve Středohoří. Od roku 1927 byl členem Umělecké besedy a od roku 1945 SČUG Hollar.
Důležitým tématem Šimákova díla byl též každodenní život venkova a sociální motivy, které na důležitosti získaly poté, co vstoupil do KSČ a poprvé v roce 1935 navštívil Sovětský svaz, a další rozměr v době druhé světové války a v době euforie bezprostředně po osvobození. Svůj vztah ke KSČ popsal v roce 1946 takto: „Tomuto géniovi Marxovi lidstvo nebude nikdy dost vděčno... Můj poměr ke Komunistické straně Československa je láska k ní!“ V roce 1946 rovněž podepsal prokomunistické „Májové poselství kulturních pracovníků českému lidu!“ publikované před květnovými volbami do Ústavodárného Národního shromáždění. Tento předvolební manifest komunistů podepsalo celkem 843 kulturních pracovníků a komunisté volby vyhráli. Dále připojil svůj podpis pod výzvu prokomunistické inteligence Kupředu, zpátky ni krok!, jež byla publikována dne 25. února 1948 na podporu komunistického převratu. V roce 1977 podepsal „Antichartu“. 
V komunistickém Československu bylo jeho dílo vysoce ceněno a bylo mu uděleno i nejvyšší státní ocenění pro umělce, čestný titul národní umělec.

## Dílo

### Výtvarné
Páteř Šimákova díla tvořily oleje krajin, ale též figurálních motivů, v nezvykle velké míře se objevovaly akvarely. Rád maloval motýly. Grafika ve většině případů fungovala jen jako přípravná technika pro malbu, mezi jeho výraznější počin patří cyklus litografií Indiáni ještě ze studentských let. Nejvíce ceněno je jeho dílo předválečné.
- Praha budoucnosti, 1927
- Bouračka, 1928
- Trh v Trenčíně, 1934
- Erechtheion na Akropoli, 1934
- Zátiší s citróny a cibulí, 1935
- Odpich vysoké pece (Dněproges), 1935
- Mexiko, 1938
- Bolsenská vinárna, 1939
- Žluva, 1942
- Noční tramvaj, 1943
- Makedonský tanec, 1948
- Soutok Labe s Vltavou, 1958

### Literární
Několik článků publikoval v revue Umělecké besedy Život, též v Hollaru a v časopisu Svazu československých umělců Výtvarné umění:
- Malířské myšlenky in Život, roč. XVII, r. 1942
- Umění do nové doby in Život, roč. XX, r. 1946
- Výstava čínské kultury in Život, roč. XX, r. 1946
- Nástěnné malby Zlatko Prici v Topusku in Život, roč. XX, r. 1947
- Můj pohled na grafiku in Hollar, roč. XXII, r. 1951
- O akvarelu in Výtvarné umění, roč VI, r. 1956

## Ocenění
- 1966 – zasloužilý umělec
- 1978 – národní umělec
- 1980 – medaile Za obětavou práci pro socialismus
- 1986 – Řád republiky  [6]